# Phương ngữ Trung Bayern
Các phương ngữ Trung Bayern hợp thành một nhóm thuộc các phương ngữ Bayern. Nhóm này bao gồm các phương ngữ được nói trong những vùng dọc theo dòng sông Isar và Donau, nằm về phía bắc của dãy núi Alpen.

## Mô tả và khu vực phổ biến
Các phương ngữ Trung Bayern được nói ở Oberbayern, Niederbayern, miền Nam Oberpfalz, phần Schwaben của huyện Aichach, Flachgau, Oberösterreich, Niederösterreich, Wien và miền Bắc của Burgenland. Nó có ảnh hưởng lớn đến các phương ngữ chung quanh ở cả phía bắc và phía nam, vì hầu hết các thành phố lớn của khu vực ngôn ngữ Bayern nằm ở khu vực sông Donau; Điều này cũng có nghĩa là Trung Bayern có một thanh thế cao hơn những tiếng chung quanh và được biết đến rộng rãi bên ngoài lãnh thổ của mình. Phương ngữ ở Viên và München rất khác nhau, nhưng các phương ngữ của hai thị trấn lân cận rất giống nhau. Tiếng Viên có những đặc điểm cách biệt với các phương ngữ Bayern khác. Điều này được giải thích là do những người di cư từ các lãnh thổ khác của đế quốc Áo-Hung đã đến trong thế kỷ 19 và mang theo các cách diễn đạt của tiếng Yiddish và các tiếng Đông Âu khác đến Viên.
Một tính năng của Trung Bayern là chuyển âm của l và r sang e hoặc i. Ví dụ, tiềng Đức tiêu chuẩn viel biến thành vui (ở Tây Trung Bayern) hay vüü (ở Đông Trung Bayern). Việc chuyển đổi giữa các phân nhóm phía tây và phía đông được phản ánh trong các ranh giới truyền thống giữa Innbaiern (Innviertel) và Áo. Do uy tín xã hội cao của Đông Áo, chủ yếu là thành phố Viên, biên giới của Đông Trung Bayern di chuyển dần về phía tây. Trong tất cả các phân nhóm các phụ âm nặng như p, t, k được nói nhẹ đi, trở thành b, d, g.